# Ahmed, le prince de l'Alhambra
Pour plus de détails, voir Fiche technique et Distribution.
Ahmed, prince de l'Alhambra (Ahmed, el príncipe de la Alhambra) est un long métrage d’animation espagnol réalisé par Juan Bautista Berasategi, sorti en 1998.

## Synopsis
Ahmed a grandi dans le cadre enchanteur du plus beau palais du monde, l’Alhambra. Suivi de près par son précepteur Eben Bonabben, c’est déjà un véritable érudit qui sait aussi parler au oiseaux. Rien de lui manque, sauf l’amour. Ce qu’il ignore, c’est que des astrologues ont prédit le jour de sa naissance que de grandes catastrophes se produiraient s’il tombait amoureux un jour, et c'est pourquoi il vit reclus ainsi. Inévitablement séduit un jour, il quitte Grenade et part à la recherche de sa belle. Arrivé en Navarre, il y est obligé, pour se défendre, de prendre une arme — ce qu’il n’avait jamais fait jusqu'alors.

## Commentaire
Le scénario s’inspire de manière assez lointaine d’une œuvre de Washington Irving, Les Contes de l'Alhambra, en mettant l’accent sur l’histoire d’amour plutôt que sur la dimension philosophique.

## Fiche technique
- Titre : Ahmed, prince de l’Alhambra
- Titre original : Ahmed, el príncipe de la Alhambra
- Réalisation : Juan Bautista Berasategi
- Scénario : Pío Artola, d’après Les Contes de l’Alhambra de Washington Irving
- Musique : José Antonio Quintano
- Production : Lotura Films S.L.
- Pays d'origine :  Espagne
- Format : couleur Eastmancolor ; 35 mm
- Genre : animation
- Durée : 70 minutes
- Date de sortie : 17 juillet à Madrid ; première sortie en France : 27 octobre 1999, nouvelle sortie : 7 février 2007

## Distribution

### Voix espagnoles
- Iñigo Fuignau : Ahmed
- Miren Aranburu : Ahmed enfant
- Xeba Díez : Eben Bonabben
- Eduardo Gorriño : Yusuf
- Txema Moscoso : Halcón
- Peio Artetxe : Buho

### Voix françaises
- Alexis Tomassian : Ahmed

## Distinctions
- 1999 : nommé au Prix Goya pour le titre de Meilleur film d’animation